# Monforte de Moyuela
Monforte de Moyuela là một đô thị trong tỉnh Teruel, Aragon, Tây Ban Nha. Theo điều tra dân số 2005 (INE), đô thị này có dân số là 76 người, diện tích 47,77 km² và mật độ 1,58.